# Ole Wessel Fyhn
Ole Wessel Fyhn (15. april 1923 - 14. oktober 2024) var en dansk arkitekt og modstandsmand.
Ole Fyhn kom ind i modstandskampen i forbindelse med aktionen mod de danske jøder i oktober 1943. Ole og hans bror, Peter Wessel Fyhn, kom i kontakt med radioforhandler Robert Jensen "Tom" gennem Christian Algreen-Petersen. Ole deltog i det illegale transportarbejde i organisationen Dansk-Svensk Flygtningetjeneste og blev ligeledes i sommeren 1944 aktiv i det illegale bladarbejde i organisationen Studenternes Efterretningstjeneste. 
I sommeren 1944 lykkedes det tyskerne ved hjælp af en stikker fra egne rækker at infiltrere "Tom-gruppen". Den 24. juli 1944 stormede tyskerne Robert Jensens illegale kontor på Forchhammersvej nr. 7, hvor både Robert Jensen "Tom" og Svend Tronbjerg "Thorkild" blev dræbt, mens Christian Algreen-Petersen blev såret og arresteret. Den 4. december 1944 blev Peter Fyhn, Oles bror, arresteret. I februar 1945 forsøgte Ole at overbringe en illegal meddelelse til Peter, der sad fængslet i Vestre Fængsel. Meddelelsen skulle gennem et kontaktkontor beliggende i Gothersgade nr. 8, hvor grosserer Strange Kristensen stod for at bringe illegale meddelelser ind og ud af fængslet. Da Ole havde afleveret sin meddelelse og selv afhentet en, gik han ned ad trappen. På vej ned så han to mistænkelige mænd gå op mod lejligheden, og nede på gaden holdt en mistænkelig bil. Ole var sikker på, at det var Gestapo. Han hentede sin pistol i Gothersgade og ringede til grossereren for at verificere sin mistanke. Da telefonen blev taget, sagde Ole, at han havde glemt sine vanter i lejligheden – velvidende at de sad på hans hænder. Svaret fra telefonen var: "Ja, de er heroppe." Oles formodning var dermed rigtig. Ole besluttede at forsøge at skaffe meddelelsen tilbage og samtidig redde grossereren. Da han gik op til lejligheden, blev døren åbnet. Manden i døren havde sin pistol fremme, og Ole havde sin i frakkelommen. De to skød mod hinanden samtidig. HIPO-manden ramte ved siden af, mens Ole ramte, og manden faldt ind i lokalet. Ole flygtede derefter ned ad trappen, men i det samme kom flere tyskere ud og skød efter ham. Denne gang blev Ole ramt flere steder i benene. Trods skudsårene lykkedes det Ole at cykle til Kongens Nytorv, hvor han blev transporteret til Kommunehospitalet med en tilfældig lastbil.
Den 6. april 1945 blev Oles bror, Peter, henrettet i Ryvangen. Da Peters lig senere blev opgravet fra Ryvangen, var Ole efterfølgende på Retsmedicinsk Institut for at identificere sin bror.
Efter krigen aftjente Ole sin værnepligt på Ryvangens Kaserne. Han gjorde ligeledes tjeneste på Kastellet, hvor han patruljerede.
Ole gik bort den 14. oktober 2024 i en alder af 101 år. Han blev bisat den 25. oktober 2024 i Faaborg Kirke.